# Lloriana
Lloriana (spanisch Loriana) ist ein Ort und ein Kirchspiel (Parroquia) in Asturien. Er liegt westlich von Oviedo am Camino Primitivo.
Zur Parroquia gehören außer Loriana die Orte La Bolguina, El Campiellu, Fabarín, Llampaxuga, Lloriana, Llubrió, Malpica, Peñanora, Ponteo, El Rebollal, Requexu, Rodiella und La Vega.

## Ort Loriana
Der Ort Loriana beherbergt in 25 Häusern 42 Einwohner (2011) und liegt auf 175 m Höhe. Die Pfarrkirche ist dem hl. Stefan (Iglesia San Esteban de Loriana) geweiht. Der Bau ist neuerem Datums, es existiert aber noch die Portalzone von einem Vorgängerbau.
Die erste urkundliche Erwähnung findet Loriana 905 anlässlich einer Schenkung des Dorfes durch König Alfons III. an das Domkapitel der Kathedrale San Salvador de Oviedo.
Der Ort ist mit Bussen der Vereinigten Asturischen Verkehrsbetriebe von Oviedo aus zu erreichen.